# Hope Emerson
Hope Emerson (Hawarden (Iowa), 29 de octubre de 1897 – Hollywood, 24 o 25 de abril de 1960; 30 de octubre de 1897) fue una actriz de cine, de vaudeville y mujer forzuda estadounidense.

## Biografía
De un impresionante porte físico (pesaba de 86 a 104 kg y medía 188 cm), Emerson era hija de John Alvin y Josie L. Emerson y era la mediana de tres hijos. Comenzó su carrera a la edad de tres años, haciendo gira por Iowa con su madre, también actriz. Después de su graduación en Des Moines en 1916, se trasladó a Nueva York, donde se especializó en el mundo del vaudeville.
Emerson hizo su debut en Broadway con Lisistrata en 1930 del productor musical Norman Bel Geddes en el papel de Lamputo. Su debut en el cine fue en 1932 con Smiling Faces pero volvió al teatro. En 1947, el crítico Brooks Atkinson elogió su actuación («muy entretenida como la vieja charlatana») en Street Scene. En la década de los 40, Emerson también fue conocida por ser la voz de "Elsie the Cow" en el anuncio radiofónico de Borden Milk.
Uno de los personajes más destacados de Emerson en el cine fue la de mujer forzuda en el film La costilla de Adán (1949), levantando a Spencer Tracy en el aire; como la infame masajista-conspiradora en Una vida marcada (1948), como novia por correo en Caravana de mujeres (1952); como prospectora en un episodio de la serie Death Valley Days ("Big Liz") (1958). Su personaje más famoso, sin embargo, fue la sádica matrona de la prisión Evelyn Harper en Sin remisión (1950), un papel que le valió una nominación a la Oscar a la mejor actriz de reparto.
En televisión, Emerson protagonizó "Housekeeper", el episodio final de la serie It's a Great Life. En este episidio, interpreta a un ama de llaves dominadora que se trabaja temporalmente mientras Amy Morgan, interpretada por Frances Bavier, está de vacaciones. También fue personaje habitual como "Madre", en la serie de detectives Peter Gunn (1958–59), por el que recibió una nominación a los Emmy. Emerson dejó "Peter Gunn" para un papel protagónico en la comedia de situación de CBS "The Dennis O'Keefe Show" (1959-1960). Apareció en todos los episodios de su temporada única, aunque murió 16 días antes de que saliera al aire el episodio final.

## Filmografía parcial[11]

### Cine
- 1948 Una vida marcada (Cry of the City) de Robert Siodmak
- 1949 Thieve's Highway de Jules Dassin
- 1949 Odio entre hermanos (House of Strangers) de Joseph L. Mankiewicz
- 1949 La costilla de Adán (Adam's Rib) de George Cukor
- 1950 Sin remisión (Caged) de John Cromwell
- 1951 Westward the Women de William A. Wellman
- 1951 Double Crossbones de Charles Barton
- 1954 La gran noche de Casanova (Casanova's Big Night) de Norman Z. McLeod
- 1955 Caravana de mujeres (Untamed) de Henry King
- 1957 Brigada de Mujeres (Guns Of Fort Petticoat) de George Marshall
- 1958 Yo soy el padre y la madre (Rock-a-Bye Baby)  de Frank Tashlin

### Televisión
- 1958 Death Valley Days: un episodio
- 1958-1959: Peter Gunn: 27 episodios (la madre)

### Teatro en Broadway
- 1930-1931: Lysistrata, obra de Aristófanes adaptada por Gilbert Seldes, con Louise Closser Hale, Etienne Girardot, Violet Kemble-Cooper, Ernest Truex, Ian Wolfe
- 1932: Smiling Faces, comedia musical, música de Harry Revel, letra de Mack Gordon, libreto de Harry Clarke
- 1936-1937: Swing your Lady, obra de Kenyon Nicholson y Charles Robinson, con John Alexander, Walter Baldwin
- 1942: The New Moon, comedia musical, música de Sigmund Romberg, letra y libreto de Oscar Hammerstein II, Frank Mandel y Laurence Schwab, con Gene Barry, Marcel Journet
- 1944-1945: Chicken Every Sunday , obra de Julius J. y Philip G. Epstein, adaptación de una novela de Rosemary Taylor, con Mary Philips, Rhys Williams
- 1947: Street Scene, drama musical, música de Kurt Weill, lletra de Langston Hughes, libreto de Elmer Rice (adaptación de su obra homónima), dirección musical de Maurice Abravanel, con Anne Jeffreys
- 1947: The Magic Touch, obra de Charles Raddock y Charles Sherman
- 1948: The Cup of Trembling, obra de Louis Paul, puesta en escena de Paul Czinner, con Elisabeth Bergner, John Carradine, Arlene Francis, Millard Mitchell, Philip Tonge

## Premios y distinciones
Premios Óscar
| Año  | Categoría               | Película     | Resultado |
| ---- | ----------------------- | ------------ | --------- |
| 1951 | Mejor actriz de reparto | Sin remisión | Nominada  |